# Grand Prix Miami 2024
Grand Prix Miami 2024 (oficiálně Formula 1 Crypto.com Miami Grand Prix 2024) se jela na okruhu Miami International Autodrome v Miami v USA dne 5. května 2024. Závod byl šestým v pořadí v sezóně 2024 šampionátu Formule 1 a druhým v sezóně ve sprintovém formátu.

## Sprintový rozstřel
Sprintový rozstřel se uskutečnil 3. května 2024 v 16:30 místního času (UTC−4).
| Poř.                        | Č. | Jezdec           | Konstruktér                  | Časy v kvalifikaci | Časy v kvalifikaci | Časy v kvalifikaci | Pořadí na startu |
| Poř.                        | Č. | Jezdec           | Konstruktér                  | SQ1                | SQ2                | SQ3                | Pořadí na startu |
| --------------------------- | -- | ---------------- | ---------------------------- | ------------------ | ------------------ | ------------------ | ---------------- |
| 1                           | 1  | Max Verstappen   | Red Bull Racing-Honda RBPT   | 1:28.194           | 1:28.001           | 1:27.641           | 1                |
| 2                           | 16 | Charles Leclerc  | Ferrari                      | 1:28.537           | 1:27.977           | 1:27.749           | 2                |
| 3                           | 11 | Sergio Pérez     | Red Bull Racing-Honda RBPT   | 1:28.681           | 1:27.865           | 1:27.876           | 3                |
| 4                           | 3  | Daniel Ricciardo | RB-Honda RBPT                | 1:28.700           | 1:28.122           | 1:28.044           | 4                |
| 5                           | 55 | Carlos Sainz Jr. | Ferrari                      | 1:28.435           | 1:28.262           | 1:28.103           | 5                |
| 6                           | 81 | Oscar Piastri    | McLaren-Mercedes             | 1:28.056           | 1:28.163           | 1:28.161           | 6                |
| 7                           | 18 | Lance Stroll     | Aston Martin Aramco-Mercedes | 1:28.807           | 1:28.323           | 1:28.375           | 7                |
| 8                           | 14 | Fernando Alonso  | Aston Martin Aramco-Mercedes | 1:28.192           | 1:28.189           | 1:28.419           | 8                |
| 9                           | 4  | Lando Norris     | McLaren-Mercedes             | 1:27.939           | 1:27.597           | 1:28.472           | 9                |
| 10                          | 27 | Nico Hülkenberg  | Haas-Ferrari                 | 1:29.040           | 1:28.330           | 1:28.476           | 10               |
| 11                          | 63 | George Russell   | Mercedes                     | 1:28.387           | 1:28.343           |                    | 11               |
| 12                          | 44 | Lewis Hamilton   | Mercedes                     | 1:28.736           | 1:28.371           |                    | 12               |
| 13                          | 31 | Esteban Ocon     | Alpine-Renault               | 1:28.873           | 1:28.379           |                    | 13               |
| 14                          | 20 | Kevin Magnussen  | Haas-Ferrari                 | 1:28.377           | 1:28.614           |                    | 14               |
| 15                          | 22 | Júki Cunoda      | RB-Honda RBPT                | 1:28.687           | Bez času           |                    | 15               |
| 16                          | 10 | Pierre Gasly     | Alpine-Renault               | 1:29.185           |                    |                    | 16               |
| 17                          | 24 | Čou Kuan-jü      | Kick Sauber-Ferrari          | 1:29.267           |                    |                    | 17               |
| 18                          | 77 | Valtteri Bottas  | Kick Sauber-Ferrari          | 1:29.360           |                    |                    | 19               |
| 19                          | 2  | Logan Sargeant   | Williams-Mercedes            | 1:29.551           |                    |                    | 18               |
| 20                          | 23 | Alexander Albon  | Williams-Mercedes            | 1:29.858           |                    |                    | PL               |
| 107 % času vítěze: 1:34.094 |    |                  |                              |                    |                    |                    |                  |
| Zdroj:                      |    |                  |                              |                    |                    |                    |                  |

Poznámky
1. ↑  Valtteri Bottas obdržel penalizaci 3 míst za ovlivnění Oscara Piastriho v SQ1.
2. ↑  Alexander Albon se kvalifikoval jako 20., ale musel startovat z pit lane poté, co bylo jeho auto upravováno během parc fermé.

## Sprint
Sprint se uskutečnil 4. května 2024 ve 12:00 místního času (UTC−4).
| Poř.                                                                                | No. | Jezdec           | Konstruktér                  | Počet kol | Čas/Odstoupení  | Start | Body |
| ----------------------------------------------------------------------------------- | --- | ---------------- | ---------------------------- | --------- | --------------- | ----- | ---- |
| 1                                                                                   | 1   | Max Verstappen   | Red Bull Racing-Honda RBPT   | 19        | 31:31.383       | 1     | 8    |
| 2                                                                                   | 16  | Charles Leclerc  | Ferrari                      | 19        | +3.371          | 2     | 7    |
| 3                                                                                   | 11  | Sergio Pérez     | Red Bull Racing-Honda RBPT   | 19        | +5.095          | 3     | 6    |
| 4                                                                                   | 3   | Daniel Ricciardo | RB-Honda RBPT                | 19        | +14.971         | 4     | 5    |
| 5                                                                                   | 55  | Carlos Sainz Jr. | Ferrari                      | 19        | +15.222         | 5     | 4    |
| 6                                                                                   | 81  | Oscar Piastri    | McLaren-Mercedes             | 19        | +15.750         | 6     | 3    |
| 7                                                                                   | 27  | Nico Hülkenberg  | Haas-Ferrari                 | 19        | +22.054         | 10    | 2    |
| 8                                                                                   | 22  | Júki Cunoda      | RB-Honda RBPT                | 19        | +29.816         | 15    | 1    |
| 9                                                                                   | 10  | Pierre Gasly     | Alpine-Renault               | 19        | +31.880         | 16    |      |
| 10                                                                                  | 2   | Logan Sargeant   | Williams-Mercedes            | 19        | +34.355         | 18    |      |
| 11                                                                                  | 24  | Čou Kuan-jü      | Kick Sauber-Ferrari          | 19        | +35.078         | 17    |      |
| 12                                                                                  | 63  | George Russell   | Mercedes                     | 19        | +35.755         | 11    |      |
| 13                                                                                  | 23  | Alexander Albon  | Williams-Mercedes            | 19        | +36.086         | PL    |      |
| 14                                                                                  | 77  | Valtteri Bottas  | Kick Sauber-Ferrari          | 19        | +36.892         | 19    |      |
| 15                                                                                  | 31  | Esteban Ocon     | Alpine-Renault               | 19        | +37.740         | 13    |      |
| 16                                                                                  | 44  | Lewis Hamilton   | Mercedes                     | 19        | +49.347         | 12    |      |
| 17                                                                                  | 14  | Fernando Alonso  | Aston Martin Aramco-Mercedes | 19        | +59.409         | 8     |      |
| 18                                                                                  | 20  | Kevin Magnussen  | Haas-Ferrari                 | 19        | +1:06.303       | 14    |      |
| Ret                                                                                 | 18  | Lance Stroll     | Aston Martin Aramco-Mercedes | 1         | Následky nehody | 7     |      |
| Ret                                                                                 | 4   | Lando Norris     | McLaren-Mercedes             | 0         | Nehoda          | 9     |      |
| Nejrychlejší kolo: Max Verstappen (Red Bull Racing-Honda RBPT) – 1:30.415 (4. kolo) |     |                  |                              |           |                 |       |      |
| Zdroj:                                                                              |     |                  |                              |           |                 |       |      |

Poznámky
1. ↑  Lewis Hamilton skončil 8., ale obdržel penalizaci průjezdu box, která se po závodě přepočítala na trest 20 sekund, za překročení rychlosti v pit lane.
2. ↑  Kevin Magnussen skončil 10., ale obdržel tři penalizaci 10 sekund a jednu penalizaci 5 sekund, první  tři za opuštěni trati a získání výhody, poslední za překročení traťových limitů.

## Kvalifikace
Kvalifikace se uskutečnila 4. května 2024 v 16:00 místního času (UTC−4).
| Poř.                        | Č. | Jezdec           | Konstruktér                  | Časy v kvalifikaci | Časy v kvalifikaci | Časy v kvalifikaci | Pořadí na startu |
| Poř.                        | Č. | Jezdec           | Konstruktér                  | Q1                 | Q2                 | Q3                 | Pořadí na startu |
| --------------------------- | -- | ---------------- | ---------------------------- | ------------------ | ------------------ | ------------------ | ---------------- |
| 1                           | 1  | Max Verstappen   | Red Bull Racing-Honda RBPT   | 1:27.689           | 1:27.566           | 1:27.241           | 1                |
| 2                           | 16 | Charles Leclerc  | Ferrari                      | 1:28.081           | 1:27.533           | 1:27.382           | 2                |
| 3                           | 55 | Carlos Sainz Jr. | Ferrari                      | 1:27.937           | 1:27.941           | 1:27.455           | 3                |
| 4                           | 11 | Sergio Pérez     | Red Bull Racing-Honda RBPT   | 1:27.772           | 1:27.839           | 1:27.460           | 4                |
| 5                           | 4  | Lando Norris     | McLaren-Mercedes             | 1:27.913           | 1:27.871           | 1:27.594           | 5                |
| 6                           | 81 | Oscar Piastri    | McLaren-Mercedes             | 1:28.032           | 1:27.721           | 1:27.675           | 6                |
| 7                           | 63 | George Russell   | Mercedes                     | 1:28.159           | 1:28.095           | 1:28.067           | 7                |
| 8                           | 44 | Lewis Hamilton   | Mercedes                     | 1:28.167           | 1:27.697           | 1:28.107           | 8                |
| 9                           | 27 | Nico Hülkenberg  | Haas-Ferrari                 | 1:28.383           | 1:28.200           | 1:28.146           | 9                |
| 10                          | 22 | Júki Cunoda      | RB-Honda RBPT                | 1:28.324           | 1:28.167           | 1:28.192           | 10               |
| 11                          | 18 | Lance Stroll     | Aston Martin Aramco-Mercedes | 1:28.177           | 1:28.222           |                    | 11               |
| 12                          | 10 | Pierre Gasly     | Alpine-Renault               | 1:27.976           | 1:28.324           |                    | 12               |
| 13                          | 31 | Esteban Ocon     | Alpine-Renault               | 1:28.209           | 1:28.371           |                    | 13               |
| 14                          | 23 | Alexander Albon  | Williams-Mercedes            | 1:28.343           | 1:28.413           |                    | 14               |
| 15                          | 14 | Fernando Alonso  | Aston Martin Aramco-Mercedes | 1:28.453           | 1:28.427           |                    | 15               |
| 16                          | 77 | Valtteri Bottas  | Kick Sauber-Ferrari          | 1:28.463           |                    |                    | 16               |
| 17                          | 2  | Logan Sargeant   | Williams-Mercedes            | 1:28.487           |                    |                    | 17               |
| 18                          | 3  | Daniel Ricciardo | RB-Honda RBPT                | 1:28.617           |                    |                    | 20               |
| 19                          | 20 | Kevin Magnussen  | Haas-Ferrari                 | 1:28.619           |                    |                    | 18               |
| 20                          | 24 | Čou Kuan-jü      | Kick Sauber-Ferrari          | 1:28.824           |                    |                    | 19               |
| 107 % času vítěze: 1:33.827 |    |                  |                              |                    |                    |                    |                  |
| Zdroj:                      |    |                  |                              |                    |                    |                    |                  |

Poznámky
1. ↑  Daniel Ricciardo obdržel penalizaci 3 míst na startu za předjetí Nico Hülkenberga během safety caru v minulém závodě.

## Závod
Závod se uskutečnil 5. května 2024 v 16:00 místního času (UTC−4).
| Poř.                                                                      | No. | Jezdec           | Konstruktér                  | Počet kol | Čas/Odstoupení | Start | Body |
| ------------------------------------------------------------------------- | --- | ---------------- | ---------------------------- | --------- | -------------- | ----- | ---- |
| 1                                                                         | 4   | Lando Norris     | McLaren-Mercedes             | 57        | 1:30:49.876    | 5     | 25   |
| 2                                                                         | 1   | Max Verstappen   | Red Bull Racing-Honda RBPT   | 57        | +7.612         | 1     | 18   |
| 3                                                                         | 16  | Charles Leclerc  | Ferrari                      | 57        | +9.920         | 2     | 15   |
| 4                                                                         | 11  | Sergio Pérez     | Red Bull Racing-Honda RBPT   | 57        | +14.650        | 4     | 12   |
| 5                                                                         | 55  | Carlos Sainz Jr. | Ferrari                      | 57        | +16.407        | 3     | 10   |
| 6                                                                         | 44  | Lewis Hamilton   | Mercedes                     | 57        | +16.585        | 8     | 8    |
| 7                                                                         | 22  | Júki Cunoda      | RB-Honda RBPT                | 57        | +26.185        | 10    | 6    |
| 8                                                                         | 63  | George Russell   | Mercedes                     | 57        | +34.789        | 7     | 4    |
| 9                                                                         | 14  | Fernando Alonso  | Aston Martin Aramco-Mercedes | 57        | +37.107        | 15    | 2    |
| 10                                                                        | 31  | Esteban Ocon     | Alpine-Renault               | 57        | +39.746        | 13    | 1    |
| 11                                                                        | 27  | Nico Hülkenberg  | Haas-Ferrari                 | 57        | +40.789        | 9     |      |
| 12                                                                        | 10  | Pierre Gasly     | Alpine-Renault               | 57        | +44.958        | 12    |      |
| 13                                                                        | 81  | Oscar Piastri    | McLaren-Mercedes             | 57        | +49.756        | 6     |      |
| 14                                                                        | 24  | Čou Kuan-jü      | Kick Sauber-Ferrari          | 57        | +49.979        | 19    |      |
| 15                                                                        | 3   | Daniel Ricciardo | RB-Honda RBPT                | 57        | +50.956        | 20    |      |
| 16                                                                        | 77  | Valtteri Bottas  | Kick Sauber-Ferrari          | 57        | +52.356        | 16    |      |
| 17                                                                        | 18  | Lance Stroll     | Aston Martin Aramco-Mercedes | 57        | +55.173        | 11    |      |
| 18                                                                        | 23  | Alexander Albon  | Williams-Mercedes            | 57        | +1:16.091      | 14    |      |
| 19                                                                        | 20  | Kevin Magnussen  | Haas-Ferrari                 | 57        | +1:24.683      | 18    |      |
| Ret                                                                       | 2   | Logan Sargeant   | Williams-Mercedes            | 27        | Nehoda         | 17    |      |
| Nejrychlejší kolo: Oscar Piastri (McLaren-Mercedes) – 1:30.643 (43. kolo) |     |                  |                              |           |                |       |      |
| Zdroj:                                                                    |     |                  |                              |           |                |       |      |

Poznámky
1. ↑  Carlos Sainz Jr. skončil 4., po závodě ale obdržel penalizaci 5 sekund za kolizi s Oscarem Piastrim.
2. ↑  Lance Stroll skončil 13., ale obdržel penalizaci 10 sekund za opuštění trati a získání výhody.
3. ↑  Kevin Magnussen skončil 13., ale obdržel penalizaci 10 sekund za kolizi s Loganem Sargeantem. Po závodě navíc obdržel trest průjezdu boxy za to, že během safety caru zajel do boxů, ale neměnil pneumatiky. Trest se přepočítal na trest 20 sekund.

## Průběžné pořadí po závodě
|        | Pořadí | Jezdec           | Body |
| ------ | ------ | ---------------- | ---- |
|        | 1      | Max Verstappen   | 136  |
|        | 2      | Sergio Pérez     | 103  |
|        | 3      | Charles Leclerc  | 98   |
| 1      | 4      | Lando Norris     | 83   |
| 1      | 5      | Carlos Sainz Jr. | 83   |
| Zdroj: |        |                  |      |

|        | Pořadí | Konstruktér                  | Body |
| ------ | ------ | ---------------------------- | ---- |
|        | 1      | Red Bull Racing-Honda RBPT   | 239  |
|        | 2      | Ferrari                      | 187  |
|        | 3      | McLaren-Mercedes             | 124  |
|        | 4      | Mercedes                     | 64   |
|        | 5      | Aston Martin Aramco-Mercedes | 42   |
| Zdroj: |        |                              |      |